# Moneta orientalis
Moneta orientalis là một loài nhện trong họ Theridiidae.
Loài này thuộc chi Moneta. Moneta orientalis được Eugène Simon miêu tả năm 1909.